# Saccharodite cornicula
Saccharodite cornicula är en insektsart som beskrevs av Bernhard Zelazny 1981. Saccharodite cornicula ingår i släktet Saccharodite och familjen Derbidae. Inga underarter finns listade i Catalogue of Life.